# Gustáv Slamečka

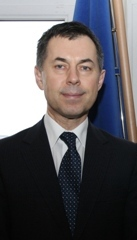
Gustáv Slamečka

Gustáv Slamečka (* 5. Juni 1959 in Nitra) ist ein tschechischer Politiker slowakischer Abstammung. Er bekleidete das Amt des tschechischen Verkehrsministers in der Übergangsregierung von Jan Fischer von 2009 bis 2010. Slamečka wurde bekannt als der erste tschechische Minister, der zum Zeitpunkt seiner Ernennung die tschechische Staatsbürgerschaft nicht besaß.

## Leben
Slamečka stammt aus Nitra in der heutigen Slowakei. Er studierte an der Ökonomischen Hochschule in Banská Bystrica, später in den Vereinigten Staaten an der University of Pittsburgh und in Australien. Seit 1996 wohnt er in Prag. 
2009 wurde er von der Demokratischen Bürgerpartei (ODS) als Verkehrsminister nominiert und im Mai 2009 als solcher ernannt. Dass er nicht tschechischer Staatsbürger war, wurde durch die oppositionelle Sozialdemokratische Partei als Risiko für die nationale Sicherheit bezeichnet. Das Problem löste sich im November 2009 durch eine beschleunigte Gewährung der tschechischen Staatsbürgerschaft.
Slamečka lebt offen homosexuell und wurde als Minister wegen seiner sexuellen Orientierung vom ODS-Vorsitzenden Mirek Topolánek angegriffen.